# Paweł Piotrowicz

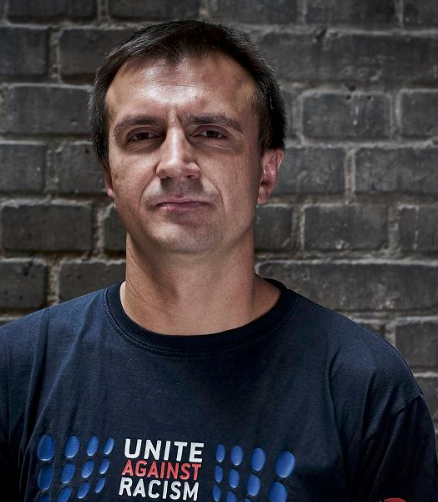
Paweł Piotrowicz

Paweł Piotrowicz (ur. 1978) – polski poeta, dziennikarz, organizator koncertów i wystaw, animator kultury.

## Kariera
W latach 2013–2016 był prezesem Stowarzyszenia Kulturalno-Artystycznego „Rita Baum”, jak również redaktorem działów muzycznego i prozy pisma Rita Baum. Publikował w Ricie Baum, Przeglądzie Powszechnym, Kulturze, Pomostach, Kalendarzu Wrocławskim.
Jest autorem zbioru tekstów poetyckich pt. Pierwszy plan (Nagroda Główna w konkursie im. Jacka Bieriezina 2002). W 2003 r. ukazał się jego tomik wierszy „Pierwszy plan” (Łodź, 2003).
Jest laureatem II nagrody na debiut książkowy w konkursie im. Rafała Wojaczka (Wrocław, 2002) oraz laureatem III nagrody w międzynarodowym konkursie im. Else Lasker – Schuler (Poznań, 2003).
Zorganizował około 400 imprez kulturalnych, jest wydawcą i promotorem wrocławskich zespołów undergroundowych, których płyty wydawał w serii „Wrocławska Niezależna Scena Muzyczna” na łamach czasopisma Rita Baum (Kormorany, Klaus Mit Foch, Kaman & The Big Bit, Miki Mousoelum, Los Loveros, Kaman/Konikiewicz). Organizator tras koncertowych zespołów Matplaneta, Kostas New Progrram i Trottel Stereodream, a także cyklu koncertów pt. Scena Sajkoffag (2003–2004) prezentującej zespoły alternatywne z Polski. Ponadto jest pomysłodawcą i realizatorem cyklu Prezentacje – przedstawiających wrocławskich poetów.
W 2015 roku był kuratorem części muzycznej wystawy „Dzikie Pola. Historia Awangardowego Wrocławia” (Galeria „Zachęta”, Warszawa), a w 2017 roku wystawy „Czarna Wiosna. Wokół wrocławskiej sceny lat osiemdziesiątych” (Muzeum Współczesne Wrocław).
Od stycznia 2021 roku jest prezesem fundacji Wrocławska Niezależna Scena Muzyczna i właścicielem fanpage’a o tej samej nazwie.
W 2019 roku został laureatem konkursu „Alternatywa” ogłoszonego przez Strefę Kultury Wrocław i współautorem wydanej w 2020 roku książki „Kultura Alternatywna. Strategie istnienia – przypadek Salki CRK” traktującej o ekonomii, wspólnocie oraz definicji alternatywności na bazie społeczności z Salki CRK.

## Publikacje

### „Wrocławska Niezależna Scena Muzyczna 1979–1989”
W ramach stypendium Ministra Kultury i Dziedzictwa Narodowego (2014) opracował i wydał zbiór rozmów „Wrocławska Niezależna Scena Muzyczna 1979–1989” (Rita Baum, 2015). Jest laureatem Wrocławskiej Nagrody Muzycznej w kategorii muzyka rozrywkowa (2016) oraz nominowany do nagrody „Emocje” Radio Wrocław Kultura (2016) za książkę „Wrocławska Niezależna Scena Muzyczna 1979-1989”, w skład której wchodzi zbiór ilustracji oraz 10 wywiadów z muzykami tworzącymi w latach 80. XX wieku: Mariusz „Kajtek” Janiak, Arek Marczyński, Łukasz Medeksza, Wojciech Konikiewicz, Lech Janerka, Kostas Georgakopulos, Tomasz „Mniamek” Stępień, Krzysztof „Kaman” Kłosowicz, Jacek „Ponton” Jankowski, Krzysztof „Kristafari” Kubiak.

### „Wrocławska Niezależna Scena Muzyczna 1990–2000”
W 2020 roku był stypendystą Prezydenta Wrocławia za książkę „Wrocławska Niezależna Scena Muzyczna 1990–2000”, która została wydana w październiku 2022 roku jako druga część pod hasłem „Wrocławska Niezależna Scena Muzyczna” dotycząca lat 90. (Wrocławska Niezależna Scena Muzyczna, 2022). Składa się na nią zbiór ilustracji i 10 wywiadów z muzykami zespołów: Kormorany, Serpent Beat, Infekcja, FATE, zespół HURT, Klinika, Funny Hippos, Robotobibok, Tumbao i Job Karma. Publikacja została wydana w limitowanym nakładzie 500 sztuk i promowana we wrocławskich mediach.